# Tatenen
| N16 · T | M22 | M22 | C18 |

| N16 · T | M22 | M22 | C18 |

Tatenen – w mitologii egipskiej pierwotne bóstwo ziemi, czasu, minerałów, utożsamiane z Ptahem. Z czasem do tego stopnia traci swoją osobowość, że zaczyna występować w synkretycznej (łączącej cechy kilku istot) postaci jako Ptah-Tatenen. 
Znaczenie jego imienia, pisanego nieraz jako Taczenen, nie jest całkiem jasne, może to być Ziemia, która się Wyłoniła, lub Ziemia Wyniesiona (z przedwiecznych wód). 
Traktowany jest niekiedy jako pan nieruchomej, lecz żywej materii ziemskiej. Miał być też gwarantem długiego życia władcy.
Głównym miejscem kultu było Memfis, związane z kultem Ptaha.